# Samorozprężalne metalowe stenty

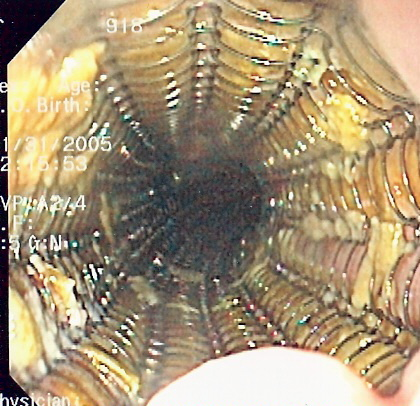
Endoskopowy widok światła stentowanego przełyku u pacjenta z rakiem przełyku

Samorozprężalne metalowe stenty (ang. self-expandable metallic stents, SEMS), protezy samorozprężalne – metalowe endoprotezy zapewniające prawidłowy pasaż pokarmu, żółci lub mas kałowych. Stenty wprowadzane są endoskopowo pod kontrolą fiberoskopu i (lub) pod fluoroskopią, od strony ust albo odbytu, w zależności od lokalizacji zwężenia wymagającego protezowania. Większość SEMS znajduje zastosowanie w paliatywnym leczeniu nowotworów przewodu pokarmowego, powodujących zamknięcie światła narządów rurowatych (przełyku, jelita, dróg żółciowych). 